# Campeonato Baiano de Futebol Feminino de 2023
O Campeonato Baiano de Futebol Feminino de 2023 é a trigésima quinta edição desta competição de futebol feminino organizada pela Federação Baiana de Futebol (FBF).
A competição é composta de três fases e é disputada por oito equipes entre os dias 30 de julho e 1 de outubro. Na fase inicial, os participantes se enfrentaram em turno único, classificando para as semifinais os quatro melhores colocados.
Buscando um melhor campeonato, melhor organizado e melhor logisticamente, todos os clubes são de Salvador e cidades próximas. 

## Regulamento
Na primeira fase da competição, os oito times vão disputar em grupo único somente jogos de ida em pontos corridos. Ao final dos confrontos, os quatro primeiros da tabela serão classificados para as semifinais. Nesta etapa, os jogos passarão a ser de ida e volta, os duelos acontecem entre 1º e 4º colocados e 2º e 3º colocados, com o mando de campo da volta para as equipes do 1º e 2º lugar. 
Os vencedores das semifinais disputam a final, em partidas de ida e volta, valendo a vaga para a Série A3 de 2024 para o campeão, desde que não esteja em outras séries da competição nacional (somente o Bahia), caso isso aconteça a vaga será repassada ao vice-campeão. O mando de campo será definido pela melhor campanha entre os times que disputarão os jogos decisivos. Aquele com melhor somatório entre as fases, terá o mando de campo na partida de volta.

### Critérios de desempate
O desempate entre duas ou mais equipes na primeira fase seguiu a ordem definida abaixo:
1. Número de vitórias
2. Saldo de gols
3. Gols marcados
4. Menor número de cartões vermelhos recebidos
5. Menor número de cartões amarelos recebidos
6. Sorteio

## Primeira Fase

### Desempenho por rodada
Clubes que lideraram o campeonato ao final de cada rodada:
| Rodadas | Rodadas | Rodadas | Rodadas | Rodadas | Rodadas | Rodadas |
| ------- | ------- | ------- | ------- | ------- | ------- | ------- |
| 1       | 2       | 3       | 4       | 5       | 6       | 7       |
| BAH     |         |         |         |         |         |         |

Clubes que ficaram na última posição do campeonato ao final de cada rodada:
| Rodadas | Rodadas | Rodadas | Rodadas | Rodadas | Rodadas | Rodadas |
| ------- | ------- | ------- | ------- | ------- | ------- | ------- |
| 1       | 2       | 3       | 4       | 5       | 6       | 7       |
| AAL     | RED     | RED     | RED     | RED     | RED     | RED     |

## Jogos
Para ler-se a tabela, a linha horizontal representa os jogos da equipe como mandante. A coluna vertical indica os jogos da equipe como visitante.
| Jogos "clássicos" estão em negrito. | Vitória do mandante. | Vitória do visitante. | Empate. |

|                        | AST | AAL | BAH | JCP | LEO | LUS | RED  | VIT |
| ---------------------- | --- | --- | --- | --- | --- | --- | ---- | --- |
| Astro                  | —   |     | 0–3 | 3–0 |     | 1–0 | 7–0  |     |
| Atlético de Alagoinhas | 1–2 | —   | 1–8 |     |     |     | 4–0  |     |
| Bahia                  |     |     | —   | 5–1 |     | 9–0 | 15–0 | 2–1 |
| Jacuipense             |     | 2–1 |     | —   | 2–1 | 1–4 |      | 2–3 |
| Leônico                | 0–1 | 0–1 | 0–8 |     | —   |     |      |     |
| Lusaca                 |     | 2–0 |     |     | 8–0 | —   | 8–0  |     |
| Redenção               |     |     |     | 0–6 | 1–2 |     | —    | 0–2 |
| Vitória                | 3–1 | 2–0 |     |     | 5–0 | 0–0 |      | —   |

## Fase Final
Em itálico, os times que possuem o mando de campo no primeiro jogo do confronto. 
  Em negrito, os clubes classificados
|  | Semifinais    | Semifinais | Semifinais | Semifinais |   |         | Final | Final | Final | Final |
|  |               |            |            |            |   |         |       |       |       |       |
|  | Astro         | 2          | 0          | 2 (4)      |   |         |       |       |       |       |
|  | Vitória (pen) | 1          | 1          | 2 (5)      |   |         |       |       |       |       |
|  | Vitória (pen) | 1          | 1          | 2 (5)      |   | Vitória | 1     | 0     | 1     |       |
|  |               |            |            |            |   | Vitória | 1     | 0     | 1     |       |
|  |               | Bahia      | 2          | 0          | 2 |         |       |       |       |       |
|  | Lusaca        | Bahia      | 2          | 0          | 2 | 0       | 0     | 0     |       |       |
|  | Lusaca        |            |            |            |   | 0       | 0     | 0     |       |       |
|  | Bahia         | 4          | 9          | 13         |   |         |       |       |       |       |

### Semifinais
Jogos de ida
| 9 de setembro Ida | Lusaca | 0 - 4  | Bahia                          | Salvador                                                                |  |
| 15:00             |        | Súmula | 34' 47' 58' Aila · 43' Juliana | Estádio: CT Wet’n Wild Árbitro: BA Iara Janaína Rubinatti do Nascimento |  |

| 10 de setembro Ida | Astro                        | 2 - 1  | Vitória         | Feira de Santana                                                             |  |
| 15:00              | Manuela 31' · Rute 45' (g.c) | Súmula | 43' (pen.) Rute | Estádio: Vila Olímpica dos Amadores Árbitro: BA Maria Cristina Xavier Aragão |  |

Jogos de volta
| 16 de setembro Volta | Bahia                                                                                      | 9 - 0  | Lusaca | Salvador                                       |  |
| 10:00                | Aila 3' · Nathane 18' 22' · Ary 50' · Jordana 62' · Yenny Acuña 67' 79' 90+1' · Ariely 87' | Súmula |        | Estádio: Pituaçu Árbitro: BA Jady Jesus Caldas |  |

| 16 de setembro Volta | Vitória         | 1 - 0 (5–4 pen.) | Astro | Salvador                                                                     |  |
| 10:00                | Talita Moju 41' | Súmula           |       | Estádio: CT Manoel Barradas Árbitro: BA Iara Janaína Rubinatti do Nascimento |  |

### Final
Jogos de ida
| 24 de setembro Ida              | Vitória        | 1 - 2  | Bahia                              | Salvador                                                   |  |
| 16:00                           | Lais Santos 8' | Súmula | 45+2' (pen.) Nathane · 60' Juliana | Estádio: Barradão Árbitro: BA Maria Cristina Xavier Aragão |  |
| \| \| Vitória \| \| Bahia \| \| |                |        |                                    |                                                            |  |
|                                 | Vitória        |        | Bahia                              |                                                            |  |

Jogos de volta
| 1 de outubro Volta              | Bahia | 0 - 0  | Vitória | Salvador                                                          |  |
| 16:00                           |       | Súmula |         | Estádio: Pituaçu Árbitro: BA Iara Janaína Rubinatti do Nascimento |  |
| \| \| Bahia \| \| Vitória \| \| |       |        |         |                                                                   |  |
|                                 | Bahia |        | Vitória |                                                                   |  |

## Premiação
| Campeão do Campeonato Baiano de Futebol Feminino de 2023 |
| -------------------------------------------------------- |
| Bahia Campeão (7° título)                                |

## Estatísticas

### Artilharia
| Gols | Jogador         | Equipe     |
| ---- | --------------- | ---------- |
| 13   | Yenny Acuña     | Bahia      |
| 11   | Juliana         | Bahia      |
| 9    | Nathane         | Bahia      |
| 7    | Larissa Pereira | Lusaca     |
| 7    | Manuela         | Astro      |
| 6    | Nadia           | Jacuipense |
| 6    | Jordana         | Bahia      |

### Hat-trick
Estes foram os hat-tricks do Campeonato:
|   | Jogadora        | Gols            | Mandante | Placar | Visitante  | Data           | Etapa     | Ref.   |
| - | --------------- | --------------- | -------- | ------ | ---------- | -------------- | --------- | ------ |
| 1 | Larissa Pereira | 9', 36', 46'    | Lusaca   | 8 – 0  | Redenção   | 6 de agosto    | 2ª rodada | [ 8 ]  |
| 2 | Nadia           | 1', 59', 85'    | Redenção | 0 – 6  | Jacuipense | 20 de agosto   | 4ª rodada | [ 9 ]  |
| 3 | Manuela         | 7', 8', 81'     | Astro    | 7 – 0  | Redenção   | 23 de agosto   | 5ª rodada | [ 10 ] |
| 4 | Ary             | 8', 44', 46'    | Leônico  | 0 – 8  | Bahia      | 26 de agosto   | 6ª rodada | [ 11 ] |
| 5 | Nathane         | 20', 23', 51'   | Leônico  | 0 – 8  | Bahia      | 26 de agosto   | 6ª rodada | [ 11 ] |
| 6 | Aila            | 34', 37', 58'   | Lusaca   | 0 – 4  | Bahia      | 9 de setembro  | Semifinal | [ 12 ] |
| 7 | Yenny Acuña     | 67', 79', 90+1' | Bahia    | 9 – 0  | Lusaca     | 16 de setembro | Semifinal | [ 13 ] |

### Poker-trick
Estes foram os poker-tricks do Campeonato:
|   | Jogadora | Gols                   | Mandante | Placar | Visitante | Data          | Etapa     | Ref.   |
| - | -------- | ---------------------- | -------- | ------ | --------- | ------------- | --------- | ------ |
| 1 | Juliana  | 42', 45+2', 53', 90+1' | Bahia    | 9 – 0  | Lusaca    | 23 de agosto  | 5ª rodada | [ 14 ] |
| 2 | Jordana  | 14', 15', 23', 42'     | Bahia    | 15 – 0 | Redenção  | 2 de setembro | 7ª rodada | [ 15 ] |

### Manita
Estas foram as manitas do Campeonato:
|   | Jogadora    | Gols                    | Mandante | Placar | Visitante | Data          | Etapa     | Ref.   |
| - | ----------- | ----------------------- | -------- | ------ | --------- | ------------- | --------- | ------ |
| 1 | Yenny Acuña | 27', 39', 46', 49', 56' | Bahia    | 15 – 0 | Redenção  | 2 de setembro | 7ª rodada | [ 16 ] |